# Polina Chonina
Polina Sergeevna Chonina (in russo Полина Сергеевна Хонина?; Kirov, 15 dicembre 1998) è un'ex ginnasta russa.

## Carriera

### Senior
Sin dal 2014 Polina faceva parte del Team Nazionale Russo di riserva, ma è nel 2018 che entra a far parte del Team Nazionale Titolare.
Ai Nazionali Russi del 2016 arriva nona.
Nel 2017, alla medesima competizione, arriva quarta nell'all-around e terza a clavette e nastro. Al Grand Prix di Kiev vince l'oro all-around davanti alla connazionale Julija Bravikova. Vince anche tre argenti (palla, clavette e nastro) e arriva quarta al cerchio. Alla sua prima Coppa del Mondo, quella di Guadalajara, arriva prima davanti alla connazionale Ekaterina Seleznëva nell'all-around, alla palla, alle clavette, quarta al nastro e ottava al cerchio. Al Grand Prix di Holon arriva quinta. Al Grand Prix di Brno vince quattro argenti (all-around, palla, clavette, nastro) e un bronzo (cerchio).
Nel 2018 arriva settima al Grand Prix di Mosca. Al Grand Prix di Thiais arriva ottava nell'all-around. Alla Coppa del Mondo di Portimão arriva terza nell'all-around dietro a Nicol Zelikman. Vince due argenti (palla e clavette), un bronzo al cerchio e arriva quinta al nastro. A fine anno si ritira dall'attività agonistica per dedicarsi all'insegnamento.

## Palmarès

### Coppa del mondo
| Anno | Città       | Risultato | Specialità |
| ---- | ----------- | --------- | ---------- |
| 2017 | Guadalajara | Oro       | All-Around |
| 2017 | Guadalajara | Oro       | Palla      |
| 2017 | Guadalajara | Oro       | Clavette   |
| 2018 | Portimão    | Bronzo    | All-Around |
| 2018 | Portimão    | Bronzo    | Cerchio    |
| 2018 | Portimão    | Argento   | Palla      |
| 2018 | Portimão    | Argento   | Clavette   |